# The Mitchells vs. the Machines
The Mitchells vs. the Machines (conhecido anteriormente como Connected; bra: A Família Mitchell e a Revolta das Máquinas; prt: Os Mitchell Contra as Máquinas) é um filme de animação estadunidense dos gêneros ficção científica e comédia produzido pela Sony Pictures Animation. No começo de 2021 foi comprado pela Netflix. O filme é dirigido por Mike Rianda (em sua estreia na direção de longas-metragens) e escrito por Rianda e Jeff Rowe (que também atua como codiretor do filme), com Phil Lord e Christopher Miller atuando como produtores. É estrelado pelas vozes de Abbi Jacobson, Danny McBride, Maya Rudolph, Eric Andre, Olivia Colman, Fred Armisen, Beck Bennett, John Legend, Chrissy Teigen, Blake Griffin e Conan O'Brien.
O filme foi originalmente planejado para ser lançado nos cinemas pela Sony Pictures Releasing sob o título Connected em 2020, mas devido ao impacto da pandemia de COVID-19 nos cinemas, a Sony vendeu os principais direitos de distribuição para a Netflix. A Netflix mudou o título para o preferido de Rianda e Rowe, The Mitchells vs. the Machines, e o lançou em alguns cinemas em 23 de abril de 2021, antes de seu lançamento em 30 de abril. O filme foi aclamado pela crítica por sua história de animação, temas, humor e representação LGBT. 

## Elenco de voz
- Abbi Jacobson como Katie Mitchell, uma aspirante cineasta que é filha de Rick e Linda e irmã mais velha de Aaron.[12] Maddy McGraw e Ellen Wightman dublam a Katie (jovem) e Katie (bebê), respectivamente.[13][9]
- Danny McBride como Rick Mitchell, o pai de Katie e Aaron, obcecado pela natureza e tecnofóbico, ele é o marido de Linda.[9]
- Maya Rudolph como Linda Mitchell, a mãe de Katie e Aaron e a esposa de Rick.[9]
- Mike Rianda como Aaron Mitchell, o filho de Rick e Linda, amante de dinossauros, e o irmão mais novo de Katie.[9]
  - Rianda também dá voz a um cachorro falante, os Furbies, um Furby Gigante e um entusiasta de Wi-Fi.
- Eric Andre como Dr. Mark Bowman, um cientista que é o fundador do PAL Labs e criador do PAL.[9]
- Olivia Colman como PAL, uma assistente virtual desonesta e implacável, arrogante e maníaca inventada por Mark, que quer se vingar da humanidade depois de ser descartada.[9]
- Fred Armisen como Deborahbot 5000, um robô PAL Max danificado da PAL Labs que ajuda os Mitchells.[14]
- Beck Bennett como Eric, um robô PAL Max danificado também da PAL Labs que ajuda os Mitchells.[14] Bennett também dá voz aos outros robôs PAL Max no filme.
- John Legend como Jim Posey, o vizinho dos Mitchells e marido de Hailey.[14]
- Chrissy Teigen como Hailey Posey, a vizinha dos Mitchells e esposa de Jim, de quem Linda sempre tentou obter o respeito.[14]
- Charlyne Yi como Abbey Posey, a amante de dinossauros filha dos vizinhos dos Mitchell, Jim e Hailey Posey, e a paixão de Aaron.[14]
- Blake Griffin como PAL Max Prime, um robô elegante da PAL Labs criado pela PAL que serve como uma versão atualizada da linha PAL Max.[15]
- Conan O'Brien como Glaxxon 5000, um robô PAL Max da PAL Labs que aparece no vídeo Foolish Human Air (Humanos Trouxas Aéreos).[14][16]
- Doug the Pug como Monchi, o cachorro de estimação da família Mitchell.[17]
- Sasheer Zamata como Jade, colega de grupo de Katie e depois namorada.
- Elle Mills como Hanna, colega de grupo de Katie.
- Alex Hirsch como Dirk, colega de grupo de Katie.
- Jay Pharoah como Noah
- Jeff Rowe como um homem que adora diversão
- Zeno Robinson como Sean
- Grey Griffin como ajudante de palco
- Alison Rich como Jill

## Produção

### Desenvolvimento
Em 22 de maio de 2018, a Sony Pictures Animation anunciou que estava em desenvolvimento no estúdio um filme de animação produzido por Phil Lord e Christopher Miller, intitulado The Mitchells vs. the Machines. O filme seria a quarta colaboração da dupla com o estúdio, depois da duologia de Cloudy with a Chance of Meatballs (2009) e o filme Spider-Man: Into the Spider-Verse (2018), bem como o primeiro longa-metragem original do estúdio desde The Star. Mike Rianda e Jeff Rowe, ex-roteiristas da série de animação do Disney Channel, Gravity Falls, estavam escrevendo, com Rianda como diretor e Rowe como co-diretor.
Mais detalhes foram revelados um ano depois no Festival de Cinema de Animação de Annecy de 2019, em junho, quando a presidente da Sony Pictures Animation, Kristine Belson, revelou que o filme usaria um estilo de arte semelhante ao de Spider-Man: Into the Spider-Verse, e que os mundos da família Mitchell e o dos robôs vivem são inicialmente universos separados antes de colidirem. um conceito que não foi incluído no filme completo. O trabalho de animação da Sony Pictures Imageworks já havia começado no mês anterior, conforme confirmado pelo animador Nick Kondo no Twitter.
Em 20 de fevereiro de 2020, as primeiras imagens foram reveladas através da Entertainment Weekly, e foi anunciado que o título foi alterado para Connected. O filme foi renomeado para The Mitchells vs. the Machines depois que a Sony vendeu os direitos de distribuição para a Netflix em 12 de janeiro de 2021. De acordo com Rianda, o título foi mudado de volta para Mitchells porque nem ele, nem os executivos da Netflix ficaram impressionados com o segundo título.

### Seleção do elenco
Em 19 de fevereiro de 2020, Abbi Jacobson foi escalada como Katie Mitchell. Isso foi seguido pelo escalamento de Danny McBride, Maya Rodolph, o diretor Rianda, Eric Andre e Olivia Colman no dia seguinte. Durante uma watch party de Spider-Man: Into the Spider-Verse realizada no Twitter em 6 de maio de 2020, Phil Lord confirmou que o jogador de basquete Blake Griffin foi adicionado ao elenco interpretando um dos robôs.
Em 23 de março de 2021, antes do lançamento do filme na Netflix, mais membros do elenco foram confirmados para estrelar o filme, incluindo Fred Armisen, Chrissy Teigen, John Legend, Charlyne Yi, Conan O'Brien, Alex Hirsch e Jay Pharoah, entre outros. Hirsch mais tarde anunciou que também estava atuando como consultor criativo no filme. No que se acredita ser a primeira vez para um filme de animação, Doug the Pug, um cachorro da vida real que era popular nas redes sociais, forneceu a "voz" para Monchi, que é baseado no cachorro de infância de Rianda, Monchichi. Embora tivessem considerado o uso de dubladores humanos para Monchi como normalmente feito, eles queriam fazer o filme o mais autêntico possível e procuraram os donos de Doug para usar seus latidos e outros sons no filme.

### Trilha sonora
Após o lançamento do primeiro trailer, Phil Lord confirmou no Twitter que seu colaborador frequente Mark Mothersbaugh irá compor a trilha sonora do filme. Em janeiro de 2021, a diretora Rianda revelou no Twitter que a trilha sonora do filme iria incorporar canções de vários artistas, incluindo Los Campesinos!, Sigur Rós, Talking Heads, Grimes, Le Tigre, BTS, The Mae Shi e Madeon, além de uma nova música original de Alex Lahey.

### Animação e design
A animação do filme foi gerenciada pela Sony Pictures Imageworks, que havia animado a maioria dos filmes da Sony Pictures Animation anteriormente. De acordo com Christopher Miller, Rianda queria um visual “estilo aquarela pintado à mão” para o filme, e grande parte da tecnologia usada para o Spider-Man: Into the Spider-Verse foi reutilizada para The Mitchells vs. the Machines para conseguir isso enquanto novas ferramentas eram criadas. Ao contrário dos visuais e técnicas de quadrinhos de Into the Spider-Verse, Mitchells usou predominantemente efeitos de estilo 2D para imitar a aparência de filmes tradicionalmente animados, incluindo o uso de rabiscos para peles e pinceladas de aquarela para elementos como árvores e arbustos. Para enfatizar as emoções de Katie Mitchell durante certas cenas, a equipe implementou adicionalmente uma técnica chamada "Katie-Vision", que implementa imagens 2D e live-action junto com a animação CG.
Quando se tratou de projetar os elementos do robô, os animadores optaram por um design mais elegante e polido para contrastar com o estilo aquarela dos humanos. Para os robôs PAL MAX Prime, o supervisor de animação Alan Hawkins inventou um método que permite que os robôs se separem no meio do movimento através do espaço negativo, inspirado nos efeitos de metamorfose usados para o T-1000 como visto no filme Terminator 2: Judgment Day (1991). De acordo com Hawkins, ele inventou ferramentas que permitiriam aos animadores "fatiar o personagem [como uma faca]", e permitir que cada um tivesse sua abordagem diferente também. Mike Lasker atuou como supervisor de efeitos visuais após ter trabalhado anteriormente em Into the Spider-Verse, enquanto Lindsey Olivares atuou como personagem principal do filme e designer de produção geral. Os ex-alunos de Gravity Falls, Dana Terrace e Matt Braly (que também criaram The Owl House e Amphibia para o Disney Channel, respectivamente) trabalharam como artistas de storyboard no filme, mas no final ambos ficaram sem créditos. O trabalho de animação começou em maio de 2019, conforme confirmado pelo animador Nick Kondo no Twitter.

## Lançamento
The Mitchells vs. the Machines foi originalmente programado para ser lançado nos cinemas pela Sony Pictures Releasing nos Estados Unidos em 10 de janeiro de 2020, mas foi posteriormente adiado para 18 de setembro daquele ano. Foi adiado novamente para 23 de outubro, devido à pandemia de COVID-19. O filme foi posteriormente removido do cronograma de lançamento em outubro, embora o filme ainda estivesse definido para ser lançado no final de 2020, na época da remoção do filme.
Em 21 de janeiro de 2021, a Netflix comprou os direitos de distribuição mundial do filme por cerca de US$ 110 milhões, com a Sony mantendo os direitos de distribuição na China. Dois meses depois, em 23 de março, eles anunciaram que o filme seria lançado em 30 de abril, após um lançamento limitado nos cinemas uma semana antes, em 23 de abril.

### Marketing
O primeiro trailer do filme foi lançado em 3 de março de 2020.

## Recepção
No agregador de resenhas Rotten Tomatoes, o filme tem uma taxa de aprovação de 98% com base em 173 resenhas com uma classificação média de 8,20/10. O consenso dos críticos do site diz: "Atraente e enérgico, The Mitchells vs. the Machines oferece uma história divertida e agradável que toda a família pode desfrutar." No Metacritic, o filme tem uma pontuação média ponderada de 80 de 100 com base em 31 críticos, indicando "críticas geralmente favoráveis".
O filme foi elogiado pelos críticos por colocar uma personagem abertamente LGBT, Katie, como a figura central de um filme de animação voltado para a família. Rianda e Rowe escreveram a Katie para ser inequivocamente LGBT em consulta com membros LGBT de sua equipe de produção, mas não procuraram fazer parte do conflito central com seu pai, considerando sua sexualidade "normal na vida real". Michelle Yang da NBC News deu ao filme uma crítica positiva e o elogiou por sua representação LGBTQ+ (particularmente a personagem de Katie, a quem ela chamou de protagonista identificável e inspiradora), afirmando que o filme "trata a identidade de seu protagonista com naturalidade mas com cuidado — que é exatamente como deve ser."
Benjamin Lee, do The Guardian, deu ao filme uma avaliação de 4 de 5 estrelas, afirmando que "A natureza frenética e valiosa de seus filmes, tanto no tom quanto no visual, desmente o foco na narração de histórias e no diálogo com piadas e cenários fixos usados para complementar em vez de distrair" e "Também é genuinamente engraçado, um crédito não apenas para o roteiro de um minuto, mas também para um elenco de atores cômicos bem selecionado, de alto calibre incomum", enquanto também elogia a animação, chamando de "parte da obra enérgica de Phil Lord e Chris Miller." Matt Fowler, da IGN, deu ao filme uma nota 8 de 10, afirmando que "The Mitchells vs. the Machines é uma aventura ridícula, tumultuada e relevante com grande humor e sentimento vencedor. É rápido e lindo de se ver, cheio de peculiaridades, gracejos e um pug adorável como um duende ("dublado" pelo famoso influencer Doug the Pug). É um bom momento para os jovens e para os mais velhos, entregando uma onda inteligente e estúpida de novas animações e velhas emoções." David Rooney, do The Hollywood Reporter, deu uma crítica positiva ao filme, afirmando que "Em última análise, esta é uma aventura original que parece ser costurada a partir de uma centena de tramas de filmes familiares, muitas vezes reconhecendo livremente sua pilhagem pop-cultural, como na obrigatoriedade do movimento lento da família para longe de um prédio explodindo em chamas. Mas para o conteúdo do público com juvenilia de fogo rápido, a colcha de retalhos ocupada de elementos pré-fabricados será o bastante", embora ele disse que "Eu gostaria que as risadas do filme fossem tão consistentes quanto sua energia, dando melhor material ao elenco de sua voz, e que houvesse batidas de história mais distintas". Richard Trenholm da CNET também deu ao filme uma crítica positiva, afirmando que "um dos melhores novos filmes de família na Netflix" e que é um "filme de família que tem uma mensagem para todos os famíliares, não apenas os jovens. Sim, como a maioria dos filmes desse tipo, incentiva as crianças a serem elas mesmas. Mas também estimula os pais a não se estressarem com as mídias sociais e a valorizarem a criatividade de seus filhos - mesmo que o que eles criem nada que faça sentido." Brian Tallerico, da RogerEbert.com, deu ao filme 3 de 4 estrelas, chamando o filme de "Como uma junção de uma comédia familiar dos anos 80 como National Lampoon's Vacation e as visões de um apocalipse tecnológico previsto em filmes como The Terminator, The Mitchells vs. the Machines da Netflix é muito divertido e nostálgico, mas contado em um "estilo moderno" e afirmando que é "encadeado com comentários inteligentes sobre nossa confiança na tecnologia e apresentando um trabalho de design incrivelmente forte, esta é uma surpresa agradável para famílias que procuram algo novo nesta temporada, esse é um dos filmes de animação da Netflix mais puramente agradáveis há algum tempo."
A Netflix informou em julho de 2021 em seu relatório de ganhos trimestrais que The Mitchells se tornou a obra de animação mais vista do serviço, com 53 milhões de famílias assistindo ao filme nos primeiros 28 dias de disponibilidade.

### Prêmios e indicações
| Cerimônia                                      | Ano  | Categoria       | Recipiente(s)/Nomeado(s)       | Resultado | Ref.   |
| ---------------------------------------------- | ---- | --------------- | ------------------------------ | --------- | ------ |
| Hollywood Critics Association Midseason Awards | 2021 | Melhor Imagem   | The Mitchells vs. the Machines | Indicado  | [ 48 ] |
| Hollywood Critics Association Midseason Awards | 2021 | Melhor Cineasta | Mike Rianda                    | Indicado  | [ 48 ] |
| Hollywood Critics Association Midseason Awards | 2021 | Melhor Roteiro  | Mike Rianda & Jeff Rowe        | Venceu    | [ 48 ] |